# Phoma piperis
Phoma piperis är en lavart som först beskrevs av Tassi, och fick sitt nu gällande namn av Aa & Boerema 1993. Phoma piperis ingår i släktet Phoma, ordningen Pleosporales, klassen Dothideomycetes, divisionen sporsäcksvampar och riket svampar.   Inga underarter finns listade i Catalogue of Life.